# Chiesa dei Santi Ambrogio e Simpliciano
La chiesa prepositurale dei Santi Ambrogio e Simpliciano è la parrocchiale di Carate Brianza, in provincia di Monza e Brianza ed arcidiocesi di Milano; fa parte del decanato di Carate Brianza.

## Storia

La chiesa ed il campanile

La primitiva chiesa di Carate Brianza, dedicata solo a sant'Ambrogio, sorse probabilmente nel XII secolo; nel Liber Notitiae Sanctorum Mediolani si legge che tale cappella era filiale della pieve d'Agliate.
Nel 1578 la chiesa di Sant'Ambrogio, sede dell'omonima parrocchia, divenne sede anche della parrocchia di San Simpliciano di Carate, pur rimanendo le due circoscrizioni ufficialmente distinte.
Dalla relazione della visita pastorale del 1759 dell'arcivescovo di Milano Giuseppe Pozzobonelli s'apprende che nella chiesa avevano sede i sodalizi del Santissimo Sacramento e del Santissimo Rosario e la società della Santissima Croce.
L'attuale parrocchiale venne costruita tra il 1793 e il 1805 lasciando intatto il campanile romanico, che era stato rimaneggiato nel 1767 con la realizzazione della nuova cella campanaria.
Il 13 giugno 1766, con l'emanazione di una bolla di papa Clemente XIII, le due parrocchie di sant'Ambrogio e di san Simpliciano furono unite, ma tale disposizione divenne effettiva solo il 14 ottobre del 1767; in quell'occasione la chiesa divenne sede di un vicariato foraneo in luogo.
Nel 1838 il vicariato di Agliate fu soppresso e diviso tra quelli di Besana e di Carate; a quest'ultimo furono aggregate le parrocchie di Albiate, Briosco, Costa Lambro, Triuggio, Verano, Robbiano, Giussano, Sovico e Rancate.
Nel 1972, con la riorganizzazione territoriale dell'arcidiocesi voluta dall'arcivescovo Giovanni Colombo, il vicariato di Carate venne trasformato nell'omonimo decanato.

## Descrizione

### Esterno
La facciata, terminata solo nel 1880 grazie all’intervento economico della benefattrice Isabella Mangiagalli Buttafava, presenta due ordini sovrapposti e intervallati da un cornicione doppio, ognuno dei quali a sua volta è ripartito verticalmente in tre campi da semipilastri con capitelli. In ognuno dei campi laterali è inserita una nicchia dove trovano posto le statue dei santi Gerolamo, Sebastiano, Simpliciano e Ambrogio, mentre nei due centrali si aprono una finestra, in alto, e il portone d’ingresso rivestito con moderne lastre di rame decorate a sbalzo, su disegno dell’artista caratese Flavia Maggioni. Un timpano dalle nitide forme corona la scenografica quinta.

### Interno
L’interno della chiesa denota l’impronta di un maturo neoclassicismo, dovuto soprattutto all’architetto ticinese Simone Cantoni che fra il 1803 e il 1807 proseguì il lavoro inizialmente impostato da Gaetano Faroni. Lo spazio è organizzato in un’unica vasta navata, con le pareti laterali in cui si innestano tre arcate per parte divise da coppie di possenti semicolonne. Le due arcate centrali ospitano, sulla sinistra, la Cappella del Crocifisso, dominata da un grande crocifisso ligneo e da due tele seicentesche con Cristo inchiodato alla croce e con una Pietà e, sulla destra, la Cappella della Madonna del Rosario con la statua in legno dorato della Vergine, contornata da quindici quadretti secenteschi, dipinti su rame, con i Misteri del Rosario, una Annunciazione e una Adorazione dei pastori di scuola bresciana, pure seicentesche. Le altre arcate sono cieche e forse nel progetto originale dovevano far posto ad altrettante cappelle, poi non costruite. Un cornicione aggettante segue in alto tutto il perimetro dell’edificio e fa da base di appoggio per un variegato gioco di volte a botte, decorate con rosoni di stucco e dipinte nel 1899 dal pittore Davide Beghè con un ciclo di affreschi.
L’opera artisticamente più pregevole è una Natività con S. Francesco e S. Caterina, datata 1584 e firmata dal pittore cremonese Giovanni Battista Trotti detto il Malosso, trasportata a Carate nell’Ottocento dall’originaria collocazione in Santa Maria della Pace a Cremona. Di buona fattura è pure un San Carlo, collocato su una parete a fianco dell’altare maggiore, copia seicentesca di un noto quadro del Cerano. La controfacciata è occupata dalla cantoria e dall’organo costruito nel 1856 dalla prestigiosa bottega di Gerolamo Carrera e tornato in piena funzione, dopo anni di abbandono, grazie ai restauri del 1984.
A fianco del presbiterio, lateralmente al coro, fu eretto nel 1840 un ampio oratorio a pianta ottagonale dedicato a san Carlo e san Luigi. Oggi questo edificio è adibito a sacrestia.

### Campanile
Impossibile non notare il campanile romanico della chiesa.
Il campanile, unico superstite dell’antica chiesa, che fu completamente demolita alla fine del ‘700, ha una struttura muraria in cotto a vista, alleggerita da bifore e trifore e decorata con archetti “a dente di sega”.
Nascoste tra le bifore e nella struttura muraria si potranno scoprire piccole sculture: alcune teste umane e anche la testa di un animale fantastico.
L’attuale cella campanaria fu elevata nel 1767, contiene un concerto di 8 campane ambrosiane, in la2.